# Broût-Vernet
Broût-Vernet är en kommun i departementet Allier i regionen Auvergne-Rhône-Alpes i de centrala delarna av Frankrike. Kommunen ligger  i kantonen Escurolles som ligger i arrondissementet Vichy. År 2022 hade Broût-Vernet 1 209 invånare.

## Befolkningsutveckling
Antalet invånare i kommunen Broût-Vernet
Referens: INSEE